# Chińczycy w Malezji
Chińczycy w Malezji – obywatele Malezji pochodzenia chińskiego. Pojęcie to obejmuje również Peranakanów, czyli Chińczyków, którzy posługują się jako ojczystym językiem malajskim, zachowując wszelako kulturę chińską, oraz tzw. Sino, czyli mieszkańców prowincji Sabah i Sarawak pochodzenia mieszanego, chińsko-malajskiego.

## Historia
Chińczycy przybywali na Malaje w kilku falach. Pierwsza z nich miała miejsce na początku XV w., w czasach Imperium Malacca, imigranci pochodzili głównie z chińskiej prowincji Fujian. Druga fala imigracji nastąpiła na przełomie XIX i XX w., również z terenów południowych Chin, z prowincji Fujian, Guangdong oraz z wyspy Hajnan.
Obecnie liczba obywateli Malezji posługujących się językiem chińskim wynosi ponad 5 milionów, stanowiąc 26% ogółu mieszkańców. Skoncentrowani są oni głównie na zachodnim wybrzeżu Półwyspu Malajskiego. Ze względu na różnicę religii (Malajowie są muzułmanami), do rzadkości należą małżeństwa mieszane chińsko-malajskie.

## Języki
Chińczycy w Malezji najczęściej posługują się różnymi własnymi dialektami, niekiedy językiem angielskim. Młodsze pokolenie powoli przechodzi na język mandaryński, gdyż ten język stanowi dla nich główne medium oświaty.
| Język/Dialekt | Liczba    |
| ------------- | --------- |
| hokkien       | 1,848,211 |
| hakka         | 1,679,027 |
| kantoński     | 1,355,541 |
| teochew       | 974,573   |
| mandaryński   | 958,467   |
| hajnański     | 380,781   |
| minbei        | 373,337   |
| hokchiu       | 249,413   |